# Jane Eyre

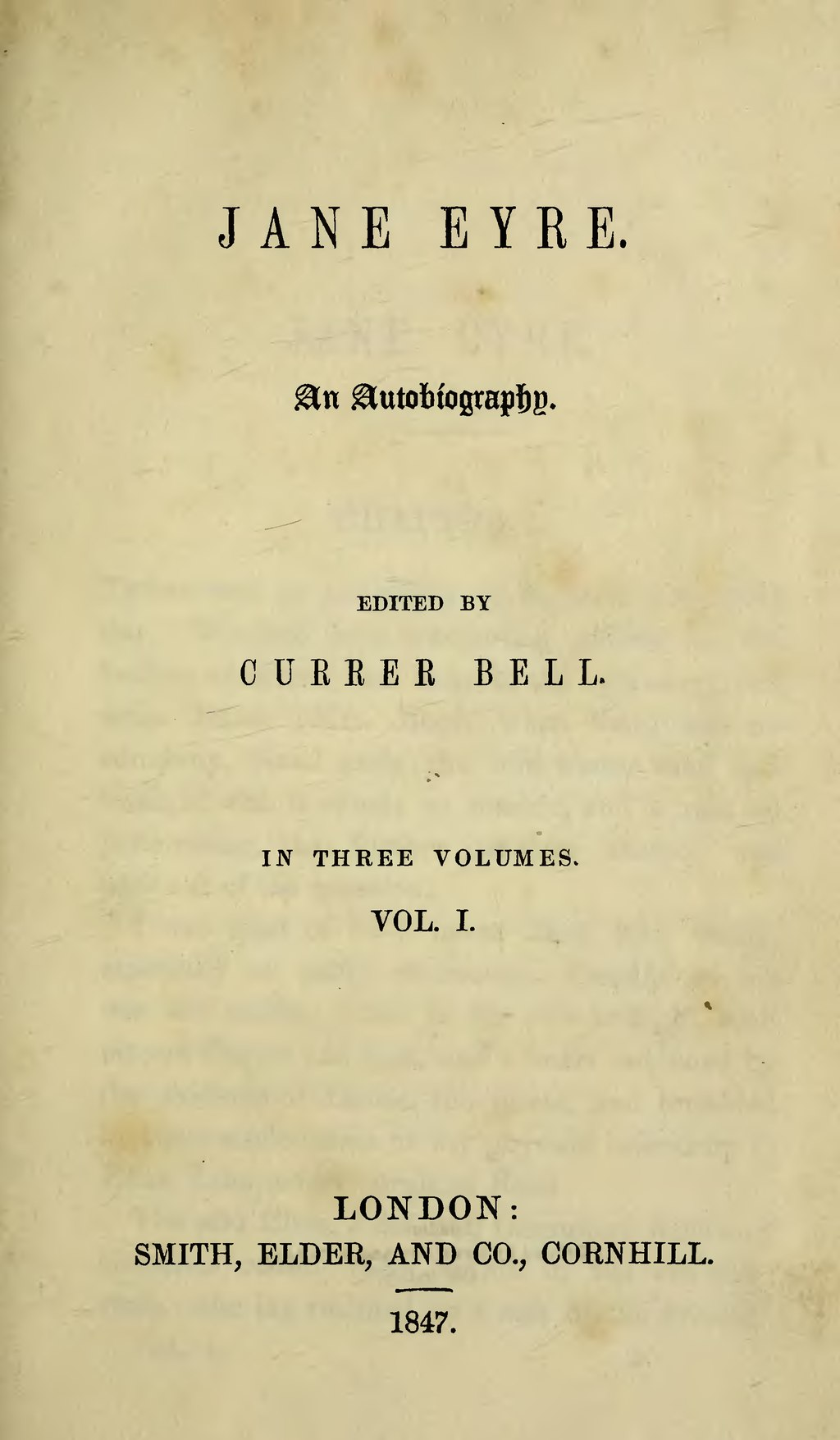
Jane Eyre, Erstausgabe von 1847

Jane Eyre. Eine Autobiographie (Originaltitel: Jane Eyre. An Autobiography), erstmals erschienen im Jahr 1847 unter dem Pseudonym Currer Bell, ist der erste veröffentlichte Roman der britischen Autorin Charlotte Brontë und ein Klassiker der viktorianischen Romanliteratur des 19. Jahrhunderts.
Der Roman erzählt in Form einer Ich-Erzählung die Lebensgeschichte von Jane Eyre (ausgesprochen /ˌdʒeɪn ˈɛə/), die nach einer schweren Kindheit eine Stelle als Gouvernante annimmt und sich in ihren Arbeitgeber verliebt, jedoch immer wieder um ihre Freiheit und Selbstbestimmung kämpfen muss. Als klein, dünn, blass, stets schlicht dunkel gekleidet und mit strengem Mittelscheitel beschrieben, gilt die Heldin des Romans Jane Eyre nicht zuletzt aufgrund der Kino- und Fernsehversionen der Romanvorlage als die bekannteste englische Gouvernante der Literaturgeschichte.

## Zusammenfassung der Handlung

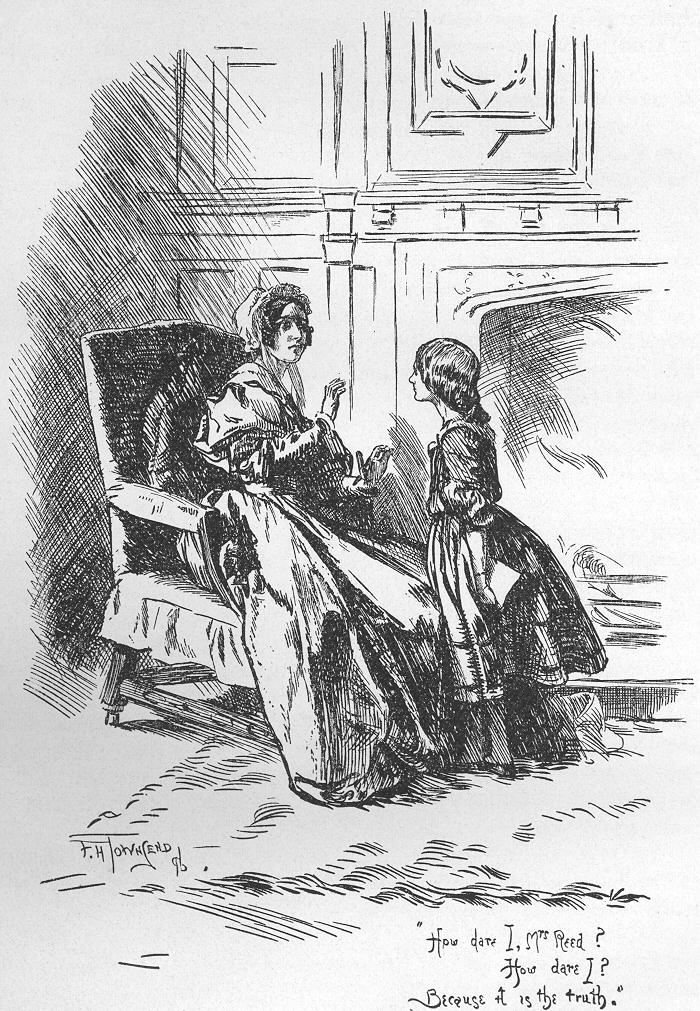
Die junge Jane mit Mrs. Reed, Illustration von F. H. Townsend

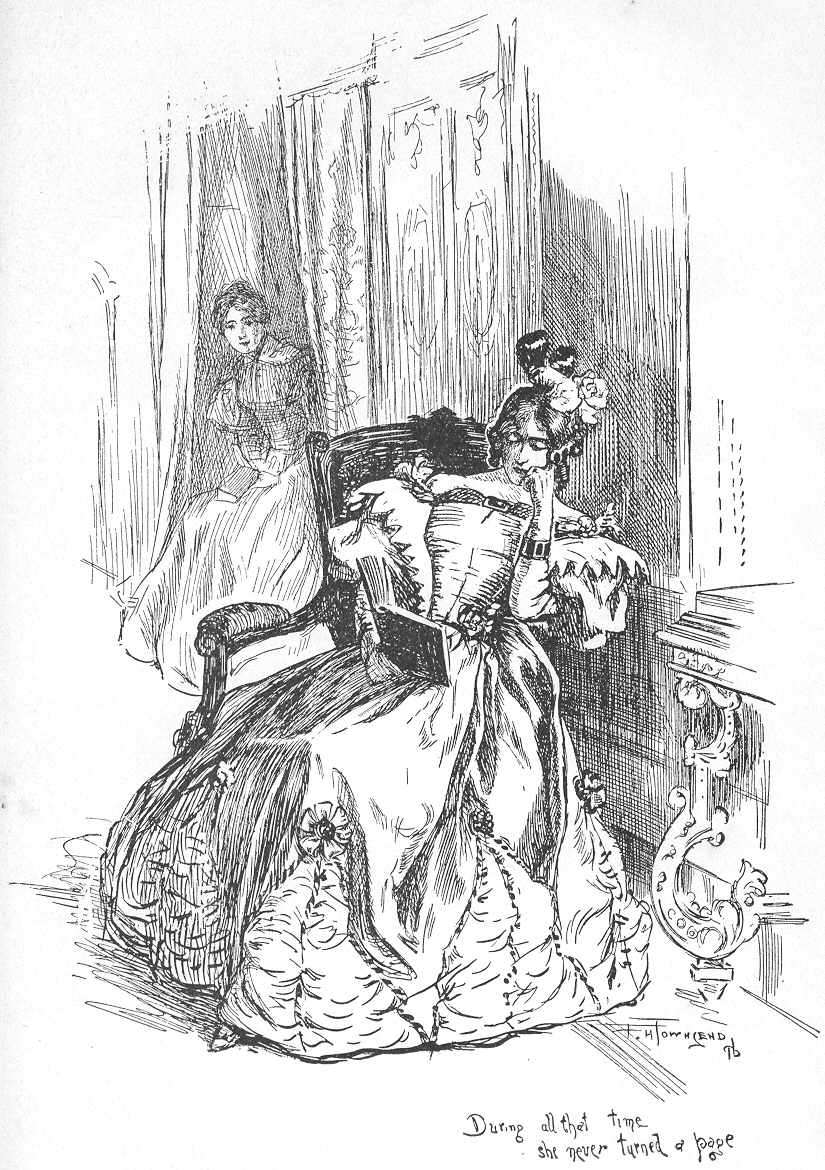
Blanche Ingram

Die Erzählerin und Hauptperson Jane Eyre ist ein armes Waisenkind. Die ersten Kapitel handeln vom Verlauf ihrer freudlosen Kindheit. Ihr reicher Onkel Mr. Reed auf Gateshead hatte versprochen, sich nach dem Tode ihrer Eltern um sie zu kümmern. Doch als er stirbt, behandeln Janes verwitwete angeheiratete Tante Mrs. Reed und ihre drei verwöhnten Kinder Jane schlecht und lassen sie deutlich spüren, dass sie sozial unter ihnen steht. Jane ist ein einfaches, ruhiges und intelligentes Mädchen mit einer leidenschaftlichen Seele und der Neigung zu Direktheit und zu Zornesausbrüchen, die sie überkommen, wenn sie sich ungerecht behandelt fühlt. Da sie manchmal sehr lebhafte Träume hat, fast Visionen, entfremdet sie sich ihrer Pflegefamilie noch mehr.
Die Spannungen auf Gateshead eskalieren, und Jane wird in das Internat Lowood geschickt, das von dem heuchlerischen Geistlichen Mr. Brocklehurst geführt wird. Aus einem nichtigen Anlass wird Jane von ihm als Lügnerin bezeichnet, worunter sie noch mehr leidet als unter schlechter Ernährung und Kälte. Bald findet sie aber eine Vertraute in Miss Temple, der verehrten Schulleiterin, und gewinnt eine ältere Schülerin, Helen Burns, als Freundin. Helen Burns ist gebildet, intelligent und sehr fromm. Sie erträgt die schwierigen Verhältnisse im Internat beinahe stoisch, während Jane ihrer Wut manchmal nur schlecht Einhalt gebieten kann. Dazu passt die ruhige Ergebung, mit der sich die an Tuberkulose leidende Helen in ihr Schicksal ergibt, sie stirbt in Janes Armen, während viele andere Mädchen des Internats einer Typhus-Epidemie zum Opfer fallen.
Nach dieser Epidemie und nachdem Mr. Brocklehurst wegen ruchbar gewordener Verfehlungen von der Leitung des Instituts entbunden worden ist, verbessern sich die Verhältnisse dort. Jane erarbeitet sich durch ihren Fleiß eine Vertrauensposition und bleibt nach dem Ende ihrer eigenen Schulzeit als Lehrerin in Lowood, das sie seit ihrer Kindheit nicht verlassen hat. Erst als Miss Temple heiratet und Lowood verlässt, hält auch sie dort nichts mehr: Sie gibt ein Inserat auf und tritt eine Stellung als Gouvernante für ein französisches Mädchen auf Thornfield Hall an.
Ihr Leben auf Thornfield beginnt sehr ruhig. Neben ihrer Arbeit als Lehrerin und Erzieherin der kleinen Adèle verbringt Jane die meiste Zeit mit der alten Hauswirtschafterin, Mrs. Fairfax. Von dieser erfährt sie bald, dass Janes Schülerin nicht etwa die Tochter, sondern das Mündel des Hausherrn Mr. Rochester ist.
Das ruhige, für Jane allmählich als eintönig empfundene Leben auf Thornfield ändert sich abrupt, als dieser Hausherr auf seinem Anwesen eintrifft. Jane wird an den Abenden immer öfter von ihm eingeladen, ihm Gesellschaft zu leisten. Die beiden unterhalten sich angeregt und lernen einander besser kennen. Rochester erkennt bald, dass Jane ein außergewöhnlicher Mensch ist, wie ihm so bisher noch keiner begegnet ist. Auch Jane, die bis dahin wenig Kontakt zu Männern hatte, merkt ihrerseits, dass Mr. Rochester ihr zwar auf Grund seiner Erfahrung um Längen voraus ist und viel Verbitterung und Reue in sich trägt, jedoch im Grunde ein guter und faszinierender Mann ist. Es stellt sich heraus, dass die kleine Adèle von Rochesters französischer Geliebten Céline Varens abstammt, die ihn mit einem Offizier betrogen hat, woraufhin er sich von ihr trennte. Einige Jahre später ließ sie ihr Kind, von dem sie vor dem Betrug behauptet hatte, es sei Rochesters Tochter, allein in Paris zurück. Rochester brachte es nicht übers Herz, Adèle ihrem Schicksal zu überlassen, obwohl er sich sicher ist, nicht der echte Vater zu sein. Während Jane und Rochester also mehr und mehr über die Lebensgeschichte des anderen erfahren, gewinnen sie schnell Respekt voreinander.
Unterdessen spielen sich in manchen Nächten sonderbare Ereignisse ab, in deren Verlauf mehrere Personen, darunter Mr. Rochester selbst, verletzt werden. Der Leser bleibt hinsichtlich der Hintergründe ebenso im Dunkeln wie Jane Eyre. Während des Besuchs von Aristokraten aus der Nachbarschaft, unter ihnen die unverheiratete Schönheit aus reichem Hause, Miss Blanche Ingram, veranstaltet Mr. Rochester ein umfangreiches Verwirrspiel mit Jane, in dem er vorgibt, um die Hand von Miss Ingram zu werben. Unter anderem gibt er sich als Wahrsagerin aus, die Jane bezüglich ihrer Gefühle für Mr. Rochester ausfragt. Jane, die sich langsam über ihre Liebe zu Rochester klar geworden ist, erträgt alles zunächst schweigend. Sie will sich zwar damit abfinden, Thornfield zu verlassen, wenn das Paar dort einzieht, hält aber irgendwann das Warten nicht mehr aus, da offensichtlich keine Hochzeitsvorbereitungen getroffen werden.
Unterdessen bekommt sie Besuch von einem Angestellten des Hauses ihrer Tante Reed, der berichtet, dass diese im Sterben liege und nach Jane gefragt habe. Jane möchte am Sterbebett mit ihrer Tante Frieden schließen, doch Mrs. Reed zeigt sich weiter verbittert und unversöhnlich. Jedoch ist sie Jane gegenüber ehrlich, als sie dieser einen drei Jahre zuvor geschriebenen Brief von deren Onkel John Eyre (wohnhaft auf der Insel Madeira) offenbart, in dem er den Wunsch äußert, Jane zu adoptieren und ihr nach seinem Tod seinen gesamten Besitz zu vermachen. Als Tante Reed ihr beichtet, besagtem Onkel von Janes angeblichem Tod berichtet zu haben, zeigt sich Jane dennoch versöhnlich und verzeiht ihr sofort.
Zurück in Thornfield macht Rochester beleidigte Bemerkungen über Janes lange Abwesenheit, und Jane ist froh, wieder zu Hause zu sein, was sie ihm in einer ebenso spontanen wie kurzen Ansprache auch mitteilt. Doch bald holt sie der unangenehme Gedanke an Mr. Rochesters bevorstehende Heirat wieder ein, und so macht sie denn eines Tages Andeutungen, dass sie bald nach einer neuen Stelle als Gouvernante suchen müsse.
In einer stürmischen Nacht kündigt Mr. Rochester ihr an, dass es bald Zeit für sie sei, aufzubrechen, und dass er eine neue Stelle in Irland für sie gefunden habe. Daraufhin gesteht Jane ihm, dass sie es nicht würde ertragen können, von Thornfield und von ihm wegzugehen. Mr. Rochester, der auf dieses Liebesgeständnis gewartet hatte, leugnet nun, dass er je Interesse an Miss Ingram gehegt habe, und gesteht Jane ebenfalls seine Liebe. Diese ist zunächst skeptisch, glaubt ihm aber nach mehreren Nachfragen ihrerseits und Beteuerungen seinerseits bald. Er hält um ihre Hand an, sie willigt ein, und während ein Gewitter hereinbricht und der Baum, unter dem sich diese Szene abgespielt hatte, vom Blitz getroffen wird, laufen sie zurück ins Haus.
In den folgenden Tagen gesteht Rochester Jane, dass er mit seinen vermeintlichen Verlobungsversuchen mit Ms. Ingram nur ihre Eifersucht habe wecken wollen und dass es nur sie sei, die er liebe. Noch einmal gibt es einen seltsamen Zwischenfall, als Jane eines Nachts in ihrem eigenen Schlafzimmer von einer Gestalt geweckt wird, die ihren Brautschleier zerreißt. Mr. Rochester tut dies wenig überzeugend als Einbildung ab.
Die Hochzeit von Jane und Rochester wird in einer dramatischen Szene durch einen Anwalt unterbrochen, der verkündet, Mr. Rochester sei bereits verheiratet. Seine geistesgestörte Frau sei Bertha Mason, eine Kreolin aus Jamaika, die versteckt auf Thornfield Hall lebe. Damit werden die mysteriösen Ereignisse der Zwischenzeit im Rückblick nachvollziehbar. Die Heirat zwischen Jane und Rochester wäre somit illegal, und nachdem Rochester den Anwesenden seine wahnsinnige Ehefrau (bewacht von der Bediensteten Grace Poole) im Nordturm vorgeführt hat, zieht sich Jane Eyre allein auf ihr Zimmer zurück.
Rochester, der stundenlang vor ihrer Tür auf sie wartet, bittet sie nun, mit ihm in seine Villa am Mittelmeer zu ziehen und wie Mann und Frau mit ihm zu leben. Aber Jane ist nicht bereit, ihre moralischen Grundsätze und Selbstachtung zu opfern und als Geliebte Rochesters zu leben. Obwohl Rochester sie anfleht und erklärt, nicht ohne sie leben zu können, bleibt Jane bei ihrer Haltung. Sie flieht mitten in der Nacht und fast mittellos von Thornfield, ohne zu wissen, wohin sie sich wenden soll.

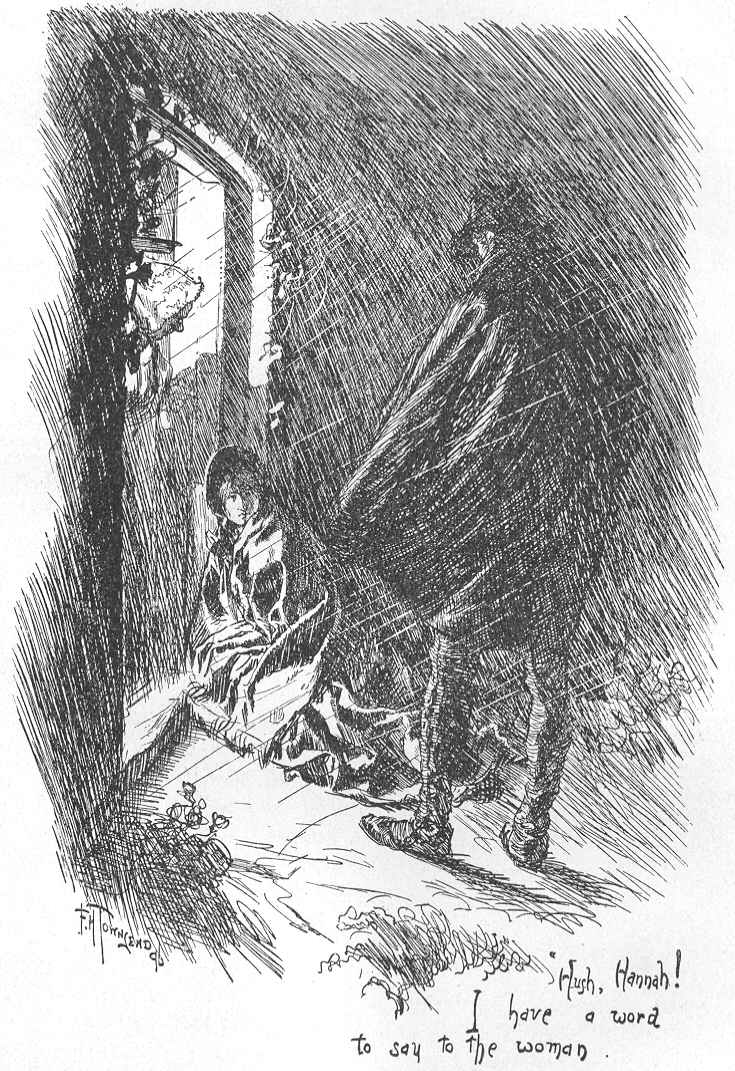
St. John Rivers lässt Jane in sein Haus

Nachdem sie einige Tage im Heidemoor umhergewandert ist, erreicht sie ein kleines Dorf, wo sie zunächst wenig erfolgreich um Essen bettelt und sich nach Arbeit erkundigt. Schließlich findet sie völlig entkräftet und dem Tod nah Schutz bei einem Vikar, St. John Rivers, und dessen zwei Schwestern, gegenüber denen sie sich als Jane Elliott ausgibt. Jane versteht sich gut mit ihnen und erhält bald eine Stellung als Lehrerin der neugegründeten ersten Mädchenschule des Ortes. Endlich führt sie ein unabhängiges Leben in einem eigenen kleinen Haus. Sie träumt jedoch oft von Mr. Rochester und trauert viel.
Als St. John Janes wahre Identität erfährt, stellt sich überraschenderweise heraus, dass er und seine Schwestern Janes Cousin und Cousinen sind. Somit erfüllt sich Janes Wunsch nach einer Familie unerwartet. Passenderweise erbt sie nach dem Tod ihres Onkels auf Madeira außerdem ein beträchtliches Vermögen, mit dem sie unabhängig und sogar reich wird. Da ihre wiedergefundenen Verwandten aufgrund einer alten Familienstreitigkeit nichts geerbt haben, teilt Jane das Geld zu gleichen Teilen mit ihnen. Dadurch wird es St. John möglich, seiner eigentlichen Berufung zu folgen und als Missionar nach Indien zu gehen. Er bittet Jane, ihn zu heiraten und ihn dorthin zu begleiten. Von St. John religiös unter Druck gesetzt, ist Jane nahe daran, einzustimmen, aber in der letzten Minute hört sie Mr. Rochester im Wind nach ihr rufen und fühlt, dass sie diesem Ruf nachgehen muss.
Sofort macht sie sich auf den Weg nach Thornfield, findet aber nur noch eine Ruine vor, verlassen nach einem verheerenden Brand. Sie erfährt, dass Mr. Rochester bei dem Feuer schwer verwundet wurde und sein Augenlicht verloren hat, als er seine Frau Bertha retten wollte. Diese stürzte jedoch vom Dach und starb. Jane findet Mr. Rochester, der zurückgezogen und verbittert in seinem abgelegenen kleinen Haus Ferndean lebt. Er weist Janes Entscheidung, für immer bei ihm zu bleiben, zunächst zurück, da er sie, die jetzt eine reiche und unabhängige Frau ist, nicht an einen blinden Krüppel binden könne. Doch schließlich versöhnen sie sich und heiraten. Zehn Jahre nach dieser Hochzeit erzählt Jane schreibend von ihrem erstgeborenen Sohn. Am Ende gewinnt ihr Mann einen Teil seiner Sehkraft zurück und kann endlich sein Kind sehen. Janes lange Suche nach Zugehörigkeit zu einem Menschen, der ihr auf Augenhöhe begegnet, hat ihr Ziel gefunden.

## Entstehungsgeschichte
Charlotte Brontë hatte zu Beginn des Jahres 1847 unter dem Pseudonym Currer Bell ein Manuskript an die bekannten Londoner Verleger Smith, Elder & Co. gesandt. Die Erzählung, die später unter dem Titel The Professor veröffentlicht wurde, wurde von ihnen als nicht veröffentlichbar eingestuft. Sie fragten jedoch an, ob er oder sie (das gewählte Pseudonym ließ keinen Schluss auf das Geschlecht des Autors zu) nicht ein längeres Werk für Leihbüchereien veröffentlichen wollte. Charlotte Brontë verfasste daraufhin in wenigen Wochen Jane Eyre. Der Roman wurde gegen Ende des Jahres veröffentlicht und zählte gemeinsam mit Jahrmarkt der Eitelkeit von William Thackeray, Dombey und Sohn von Charles Dickens sowie dem unter dem Pseudonym Ellis Bell veröffentlichten Roman Wuthering Heights ihrer Schwester Emily zu den literarischen Sensationen jenes Jahres.
Die zweite Auflage wurde unverändert unter dem Pseudonym Currer Bell bereits im Februar 1848 aufgelegt. Charlotte Brontë stellte dieser Auflage eine enthusiastische Lobrede auf William Thackeray voran, dem sie bislang jedoch noch nicht begegnet war. Thackeray war diese Widmung unangenehm. Seine Frau Isabelle war seit drei Jahren geistig umnachtet und befand sich nach mehreren Selbstmordversuchen zur Pflege in einer Anstalt. Seine Lage war damit ähnlich der zu den Romanfiguren von Rochester und seiner Frau Bertha Mason. Thackeray, der zwei junge Töchter hatte, stellte 1846 die erste Gouvernante für deren Erziehung ein, erlebte aber diese und ihre Nachfolgerinnen als fachlich und menschlich für die Aufgabe ungeeignet. Ungeachtet dessen ging in London nach Brontës enthusiastischer Einleitung das Gerücht um, dass es sich bei Currer Bell um eine der ehemaligen Gouvernanten handele.
Zu einer Begegnung zwischen William Thackeray und Charlotte Brontë kam es erstmals am 4. Dezember 1849. Wenige Tage später begegneten sie sich ein zweites Mal. Thackeray, der mit Jahrmarkt der Eitelkeit erstmals einen Roman unter eigenem Namen veröffentlicht hatte, riet Charlotte Brontë bei diesem zweiten Treffen, sich von ihrem Pseudonym zu trennen.

## Themen des Romans

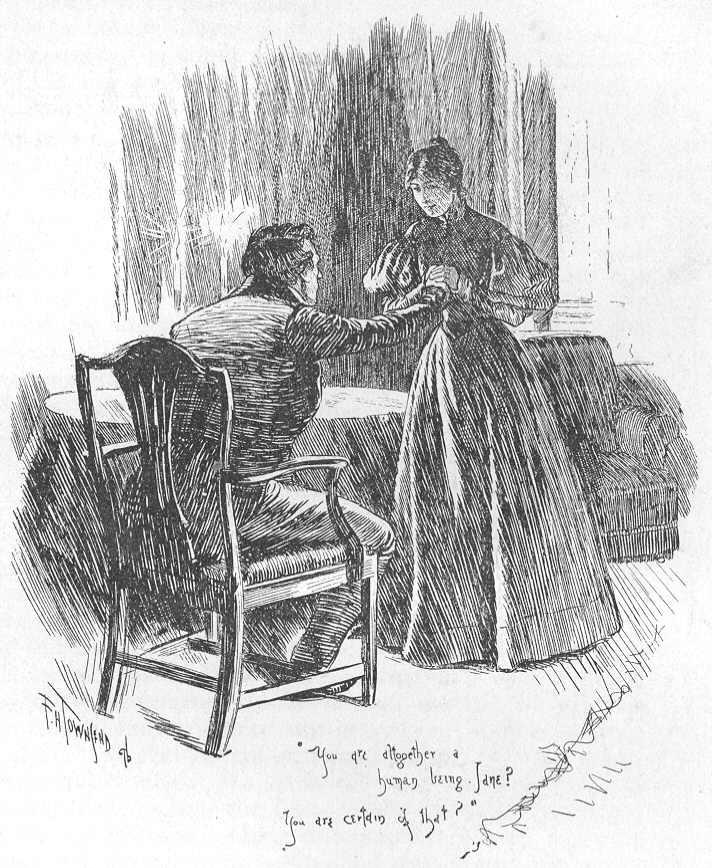
Jane und Mr. Rochester sind wiedervereint

Mehrere Themen kehren in dem Roman immer wieder.
Die Beziehungen zwischen sozialen Klassen und den Geschlechtern sind sehr wichtig. Jane überwindet am Ende Beschränkungen in beiden Bereichen, denn ihre Ehe mit Rochester ist eine Verbindung unter Gleichen. Als sie sich zum ersten Mal einander versprachen, war dies noch nicht möglich gewesen, da sie zwar gleich in Geist und Gefühlsstärke, nicht aber in sozialer Position und Erfahrung gewesen waren. Janes gewachsene Erfahrungen in Gefühlsdingen und ihre gewandelten Vermögensverhältnisse verändern die Situation zusammen mit Rochesters Unglück vollkommen. Nun ist es Jane, die Alternativen hat und unabhängig ist.
Die Religion ist ein anderes wichtiges Thema. Jane trifft drei religiöse Autoritäten: Mr. Brocklehurst, Helen Burns und St. John Rivers. Sie stehen für verschiedene religiöse Ideale, aber Jane löst sich nacheinander von allen diesen Idealen, um ihren eigenen Standpunkt zu finden.
Jane Eyre handelt außerdem von Liebe, Verantwortung für das eigene Leben und für andere Menschen sowie vom Konflikt zwischen persönlicher Integrität und dem Verlangen, die Wünsche anderer zu erfüllen.
Die ersten Abschnitte des Romans, in denen die Waise Jane nach Lowood geschickt wird, wo sie den Tod ihrer engen Freundin Helen Burns erlebt, basieren auf Erlebnissen der Autorin während ihrer eigenen Schulzeit: zwei ihrer Schwestern starben im Kindesalter aufgrund der Verhältnisse an ihrer Schule, der Cowan Bridge School, einer sogenannten Clergy Daughters School in dem Dorf Cowan Bridge im Landkreis Lancashire. Für die Historikerin Kathryn Hughes besteht auf Grund anderer Zeugnisse wenig Zweifel daran, dass Brontë mit ihrer Beschreibung der Unterrichtsweise in Lowood reale Bedingungen schilderte. Die Prosa in diesen Abschnitten gehört zu den bedrückendsten in der englischsprachigen Literatur.
Jane Eyre gilt heute als Klassiker, der zu den hervorragendsten Romanen der englischen Literatur des Viktorianismus zählt. Er ist gemeinsam mit dem Roman Agnes Grey, der von Charlotte Brontës Schwester Anne verfasst wurde, einer der wenigen Vertreter des Viktorianischen Gouvernantenromans, die heute noch von einem breiteren Publikum gelesen werden. Der viktorianische Gouvernantenroman ist ein spezifisches literarisches Genre, dem Werke zugerechnet werden, die nahezu ausschließlich von britischen Autoren während des 19. Jahrhunderts oder der ersten Jahre des 20. Jahrhunderts verfasst wurden. Die Zahl der Gouvernantenromane nahm zu Beginn des 20. Jahrhunderts in dem Grade ab, mit dem sich andere Berufsfelder als akzeptierte Beschäftigungsfelder für Frauen öffneten. Hauptthemen der Erzählungen, die dem Genre des viktorianischen Gouvernantenromans zugerechnet werden, sind der Verlust des sozialen Status der Protagonistin, die Thematisierung ihrer unklaren Position im Haushalt ihres Arbeitgebers und das Beharren auf ihren eigenen Wertekanon in den Beziehungen zu den Menschen ihrer Umgebung. Großen Raum nimmt die Unterscheidung zwischen der Frau ein, deren Wirkungskreis ausschließlich ihr eigener Haushalt ist, versus der Frau, die gezwungen ist, einer Erwerbstätigkeit nachzugehen. Die meisten schildern aber auch einen Reifeprozess ihrer zentralen handelnden Person und weisen damit Elemente des Bildungsromans auf.

## Rezeption
Die Erzählerstimme ist stark, leidenschaftlich und überzeugend, und Jane ist in ihrem Denken, Auftreten und Handeln eine unkonventionelle Protagonistin. Die erschreckenden Szenen um Mr. Rochesters erste Frau inspirierten u. a. zu Daphne du Mauriers Roman Rebecca (1938), der 1940 von Alfred Hitchcock verfilmt wurde. Ausführlich wird Bertha Antoinette Masons Vorgeschichte zudem in Jean Rhys’ Roman Wide Sargasso Sea geschildert. Einige augenscheinliche Parallelen bestehen auch zum Musical The Sound of Music (1959).
In dem Fantasy-Roman Der Fall Jane Eyre von Jasper Fforde spielt Jane Eyre eine tragende Rolle. Die Ermittlerin Thursday Next versucht den Verbrecher Acheron Hades daran zu hindern, in den Roman Jane Eyre einzudringen und, sollte er nicht bezahlt werden, dessen Protagonistin zu ermorden, was zur Zerstörung des Buches führen würde. Im finalen Aufeinandertreffen kann Next Hades töten, verursacht dabei aber den Brand in Rochesters Haus, den Tod seiner verrückten Frau und seine Verkrüppelung. Um nun aus dem Buch wieder in die Realität zurückzugelangen und aus Mitleid mit dem unglücklichen Rochester, lockt Thursday Jane Eyre, indem sie Rochesters Stimme an ihrem Fenster imitiert, zurück nach Thornfield Hall und sorgt dadurch für ein Happy End in dem Buch, das bis dahin eine Tragödie gewesen war.

## Ausgaben

### Englische Originalausgaben (Auswahl)
- Currer Bell (= Charlotte Brontë): Jane Eyre. Smith, Elder & Co., London 1847.
- Currer Bell (= Charlotte Brontë): Jane Eyre. Harper & Brothers, New York 1848 (erste Ausgabe in den Vereinigten Staaten).
- Charlotte Brontë: Jane Eyre. Penguin, Harmondsworth, Middlesex / New York, N.Y. 1966 (erste Taschenbuchausgabe).[8]
- Charlotte Brontë: Jane Eyre. Digireads/Neeland Media, 2015, ISBN 978-1-4209-5124-0 (Taschenbuchausgabe; mit einer Einführung von May Sinclair).
- Charlotte Brontë: Jane Eyre. Macmillan Collector's Library, 2017, ISBN 978-1-5098-2779-4 (Gebundene Ausgabe).
- Charlotte Brontë: Jane Eyre. CreateSpace, 2018, ISBN 978-1-5032-7819-6 (Taschenbuchausgabe).

#### Englische Hörbücher
- Jane Eyre. Hörbuch (Trout Lake Media/Audible), 2012, ungekürzte Fassung, eingelesen von Emma Messenger
- Jane Eyre. Hörbuch (Audible), 2016, ungekürzte Fassung, eingelesen von Thandie Newton[9]

### Deutsche Übersetzungen
- Jane Eyre. Übersetzt von Melanie Walz. Insel, Berlin 2015, ISBN 978-3-458-17653-4.
- Jane Eyre, die Waise von Lowood. Eine Autobiographie. Übersetzt von Marie von Borch, neu bearbeitet von Martin Engelmann. Carlsen, Hamburg 2013, ISBN 978-3-551-31235-8.
- Jane Eyre. Übers. von Andrea Ott. Manesse. Zürich 2001, ISBN 3-7175-1964-6.
- Jane Eyre: Eine Autobiographie. Übersetzt von Helmut Kossodo. Insel, Frankfurt am Main 1999, ISBN 3-458-32513-1.
- Jane Eyre. Übers. von Gottfried Röckelein. dtv, München 1998, ISBN 3-423-14354-1.
- Jane Eyre: Eine Autobiographie. Übers. von Ingrid Rein. Reclams Universal-Bibliothek, Stuttgart 1990, ISBN 3-15-018920-9.
- Jane Eyre. Roman. Übers. von Elisabeth von Arx. Ullstein Verl, Berlin 1984. (In dieser vorgeblich ungekürzten Ausgabe fehlt im Kapitel XIII die Beschreibung der Aquarelle durch Jane)
- Jane Eyre, die Waise von Lowood. Übers. von Hertha Lorenz. Eduard Kaiser Verlag, Klagenfurt 1961. (Sehr gekürzt)
- Jane Eyre. Übers. von Bernhard Schindler. Kiepenheuer, Leipzig/Weimar 1958.
- Jane Eyre. Roman. Übers. von Paola Meister-Calvino. Manesse Verlag, Zürich 1945.
- Currer Bell: Jane Eyre. Die Waise von Lowood. Schreiter, Berlin 1915.
- Currer Bell: Jane Eyre. Übers. von Christoph Friedrich Grieb. Frankch, Stuttgart 1850.
- Currer Bell: Johanna Eyre. Übers. von Ernst Susemihl. Duncker & Humblot, Berlin 1848.

## Verfilmungen (Auswahl)
- 1910: Jane Eyre, US-amerikanischer Stummfilm von Theodore Marston mit Irma Taylor, Marie Eline und Frank Hall Crane
- 1914: Jane Eyre, US-amerikanischer Stummfilm von Martin Faust mit Alberta Roy und Alan Hale senior
- 1921: Jane Eyre, US-amerikanischer Stummfilm von Hugo Ballin mit Mabel Ballin und Norman Trevor
- 1926: Die Waise von Lowood, deutscher Stummfilm von Kurt Bernhardt mit Evelyn Holt und Olaf Fønss
- 1934: Jane Eyre, US-amerikanisches Filmdrama von Christy Cabanne mit Virginia Bruce und Colin Clive
- 1943: Die Waise von Lowood (Jane Eyre), US-amerikanisches Filmdrama von Robert Stevenson mit Joan Fontaine und Orson Welles
- 1946: Jane Eyre, britischer Fernsehfilm mit Mary Mackenzie, Anthony Hawtrey und Marie Ault
- 1948: Jane Eyre, britischer Fernsehfilm mit Barbara Mullen  und Reginald Tate
- 1949: Jane Eyre, US-amerikanische Verfilmung von Franklin J. Schaffner mit Mary Sinclair und Charlton Heston
- 1956: Jane Eyre, britische Fernsehserie (6 Episoden) mit Daphne Slater und Stanley Baker
- 1957: Jane Eyre, italienische Verfilmung mit Ilaria Occhini und Raf Vallone
- 1957: Jane Eyre, US-amerikanische Verfilmung von Lamont Johnson mit Joan Elan und Patrick Macnee
- 1958: Jane Eyre, niederländischer Fernsehfilm von Peter Hoen mit Mia Goossen und Rob de Vries
- 1961: Jane Eyre, US-amerikanischer Fernsehfilm mit Sally Ann Howes, Zachary Scott und Fritz Weaver
- 1963: Jane Eyre, britische Fernsehserie (6 Episoden) mit Ann Bell und Richard Leech
- 1968: Jane Eyre, griechische Verfilmung von Yiorgos Lois mit Hristina Sylva und Manos Katrakis
- 1970: Jane Eyre – eine Frau kämpft um ihr Glück, alternativ Das Geheimnis von Schloß Thornfield (Jane Eyre),
US-amerikanischer Fernsehfilm von  Delbert Mann mit Susannah York und George C. Scott
- 1972: Jana Eyrová, tschechische Mini-Serie von Vadim Petrov mit  Marta Vancurová und Jan Kacer
- 1973: Jane Eyre, britische Fernseh-Miniserie von Joan Craft mit Sorcha Cusack und Michael Jayston
- 1983: Jane Eyre, britische Fernseh-Miniserie von Julian Amys mit Zelah Clarke und Timothy Dalton
- 1996: Jane Eyre, franz.-ital.-englische Koproduktion von Franco Zeffirelli mit Charlotte Gainsbourg, Anna Paquin und William Hurt
- 1997: Jane Eyre, britischer Fernsehfilm von Robert Young mit Samantha Morton, Laura Harling und Ciarán Hinds
- 2006: Jane Eyre, britisch-amerikanische Fernseh-Miniserie mit Ruth Wilson und Toby Stephens
- 2011: Jane Eyre, britisch-amerikanische Verfilmung von Cary Joji Fukunaga, mit Mia Wasikowska, Amelia Clarkson und Michael Fassbender

## Adaptionen

### Hörspiel
- Jane Eyre. Regie/Bearbeitung: Christiane Ohaus, Übersetzer: Gottfried Röckelein, Mitwirkende: Sascha Icks, Christian Redl, Sylvester Groth, Witta Pohl, Dietrich Mattausch, Dorothea Gädeke, Angelika Thomas, Léa Sanft, Katharina Burowa, Uta Hallant, u. a. 235 Minuten, SR/DLR/NDR/RB 2005.

### Musical
- Jane Eyre. Musik und Text: Paul Gordon, Buch: John Caird, Premiere: Broadway 2000.

### Oper
- Jane Eyre, Libretto von Kenneth Birkin, Musik von John Joubert. Uraufführung: Birmingham 2016

## Trivia
In der achten Episode der ersten Staffel der Sitcom King of Queens (Episodentitel „Späte Schule für Doug“) ist Jane Eyre der Roman, den die Protagonisten Doug, Carrie und Spence zum Leidwesen Dougs in einem Literaturkurs der Abendschule lesen und analysieren sollen.
In der romantischen Filmkomödie Vielleicht, vielleicht auch nicht ist das Buch wiederkehrend Thema, da sich eine Hauptfigur (gespielt von Isla Fisher) zeitlebens auf der Suche nach einem in ihrer Kindheit abhanden gekommenen Exemplar befindet.
Im Roman Gottes Werk und Teufels Beitrag von John Irving wird den in dem Waisenhaus des Dr. Larch untergebrachten Waisenkindern allabendlich aus Jane Eyre wie auch aus David Copperfield von Charles Dickens vorgelesen.
Der britische Schriftsteller Jasper Fforde verwebt in seinem Roman Der Fall Jane Eyre die Geschichte von Charlotte Brontë mit seiner eigenen Romanhandlung.